# Udaya II
Udaya II fou rei d'Anuradhapura (Sri Lanka) del 952 al 955. Va succeir a Dappula V del que era sub-rei; era nebot de Sena II.
En els seus tres anys de regant hi va haver un gran conflicte entre l'església i l'estat a causa d'uns refugiats polítics que foren capturats i decapitats a Tapovana (El Bosc dels ascetes) on s'havien refugiat.
A la seva mort el va succeir el seu germà Sena III.